# Yudhvir Singh Judev
Yudhvir Singh Judev (1 de marzo de 1982-20 de septiembre de 2021) fue un político indio e hijo del exministro de la Unión y líder del BJP, Kumar Dilip Singh Judeo. Fue miembro de la Asamblea Legislativa de Chhattisgarh para el distrito electoral de Chandrapur desde 2008 hasta 2018. Fue descendiente de la Familia Real de Jashpur.

## Carrera política
Yudhvir fue elegido por primera vez para la Asamblea Legislativa de Chhattisgarh del distrito electoral de Chandrapur en 2008 y se convirtió en secretario parlamentario en el gobierno de Raman Singh. También fue reelegido en las elecciones de la asamblea de 2013 y se convirtió en presidente de la corporación de bebidas del estado de Chhattisgarh (rango de ministro del gabinete).

## Vida personal
Yudhvir Singh Judev se casó con Rajkumari Sanyogita Singh Judev (hija de Majhale Raja Sawai Ashit Varn Singh Judeo y Rani Anjana Singh del antiguo estado de Ajaigarh) el 25 de febrero de 2012. La pareja tuvo una hija (Kumari Udhyanjana Singh Judeo) nacida el 1 de mayo de 2013. 
Murió el 20 de septiembre de 2021 a la edad de 39 años. Sufría una enfermedad relacionada con el hígado durante años y estuvo en tratamiento durante el último mes antes de su fallecimiento.